# باري غيفورد
باري غيفورد (بالإنجليزية: Barry Gifford)‏ (18 أكتوبر 1946، شيكاغو في الولايات المتحدة)؛ شاعر، كاتب سيناريو، كاتب وروائي أمريكي.

## روابط خارجية
- باري غيفورد على موقع IMDb (الإنجليزية)
- باري غيفورد على موقع ألو سيني (الفرنسية)
- باري غيفورد على موقع أول موفي (الإنجليزية)
- باري غيفورد على موقع قاعدة بيانات الأفلام السويدية (السويدية)
- باري غيفورد على موقع إن إن دي بي (الإنجليزية)
- باري غيفورد على موقع قاعدة بيانات الفيلم (الإنجليزية)
- باري غيفورد على موقع كينوبويسك (الروسية)